# 낙화장
낙화장(烙畵匠)은 종이, 나무, 비단, 가죽 등의 표면을 인두로 지져서 그림이나 글씨, 문양을 나타내는 전통회화 장인이다.
2010년 10월 1일 충청북도의 무형문화재 제22호로 지정되었다가, 2018년 12월 27일 국가무형문화재 제136호로 승격되었다.

## 개요
낙화(烙畵)는 종이, 나무, 비단, 가죽 등의 표면을 인두로 지져서 그림이나 글씨, 문양을 나타내는 전통회화분야의 하나로 발생 시기 등을 알 수 있는 기록은 없고 낙화에 관한 기록이 이규경의 오주연문장전산고(五洲衍文長箋散稿), 오세창의 근역서화징(槿域書畵澂), 밀양박씨호계공파보(密陽朴氏虎溪公波譜), 최남선의 조선상식문답(朝鮮常識問答) 등의 문헌이 남아있다.
낙화는 중국과 한국에서 시작되어 20세기 초 일본으로 전래되었으며 오세창의 근역서화징(槿域書畵徵)에 안동장씨(安東張氏, 1598년생)가 낙화에 능했다는 기록이 남아있는 것으로 보아 조선중기에 낙화가 성행했음을 알 수 있다.
이후 조선낙화의 중흥조에 해당하는 수산 박창규(遂山 朴昌珪)으로 1837년 화화법(火畵法)을 창시했다는 기록이 남아있어 이 시기 전후로 낙화의 기법이 체계화되었음을 알 수 있다.
낙화는 전통회화에 바탕을 두고 있기 때문에 수묵화 화법과 유사하며 수묵화 농담과 발묵에 비교될 수 있는 낙화의 농담법은 인두의 면을 사용하여 빠르게 지지거나 천천히 지지거나 깊게 혹은 얕게 누르거나 하는 등의 손놀림에 의해 표현한다.
전통낙화 전승자 김영조씨는 1972년 입문한 이래 1977년 첫 개인전 개최, 1979년 청목화랑(속리산)을 개원하는 등 지속적인 작품 활동과 함께 적극적인 제자 양성을 통해 전통낙화기법 계승과 저변확대에 기여하고 있으며, 기존 공예분야로 인식되었던 낙화를 전통기법을 활용하여 다양한 작품을 제작하고 각종 대회에 참가하여 입상하는 등 낙화를 전통회화의 한 분야로 자리 잡는 데 일조하였고, 입문 초기부터 지속적으로 후진을 양성하고 현재에도 자녀를 대상으로 기능전수에 매진하고 있다.
작품의 섬세함과 뎃상력, 표현력이 우수하고 종이와 목재의 낙화기법인 섬세한 표현으로 재료의 차이를 구분하기 어려울 정도로 작품의 표현력이 매우 섬세하다. 또한 화법 기능은 우리민족의 화법의 역사성을 나타내는 기법을 잇고 있으며 각종 그림을 인두로 그려내는 전통화법의 기능을 담고 있다.

## 국가무형문화재 승격사유
‘낙화장’은 종이, 나무, 가죽 등의 바탕소재를 인두로 지져서(烙) 산수화, 화조화 등의 그림(畵)을 그리는 기술과 그 기능을 보유한 장인을 말한다. 우리나라 낙화에 대한 기원은 조선후기 실학자 이규경(李圭景, 1788~1863)이 쓴 ｢오주연문장전산고(五洲衍文長箋散稿)｣에 수록된 ‘낙화변증설(烙畵辨證設)’에서 찾을 수 있으며, 19세기 초부터 전라북도 임실 지역을 중심으로 전승되어 왔다.
한국의 낙화기법은 본래 전통회화에 바탕을 두고 있기 때문에 기본 화법은 전통 수묵화 화법과 크게 다르지 않다. 다만 동양화의 부벽준(斧劈皴), 우점준(雨點皴) 등과 같은 각종 준법을 붓 대신 인두로 표현하며, 수묵화에 나타난 먹의 농담도 인두로 지져서 나타낸다는 점에서 독특한 차이가 있다. 이러한 점에서 낙화장은 인두와 불을 다루는 숙련된 손놀림과 미묘한 농담을 표현하는 기술이 중요하다.

## 참고 문헌
- 낙화장 - 국가유산청 국가유산포털